# Frattamaggiore
Frattamaggiore község (comune) Olaszország Campania régiójában, Nápoly megyében.

## Fekvése
A megye északi részén fekszik. Határai: Arzano, Cardito, Casoria, Crispano, Frattaminore, Grumo Nevano és Sant’Arpino.

## Története
Területe már a római időkben lakott volt, ekkor az antik Atellához tartozott. Az oszkok által alapított településen a kötélgyártásnak volt nagy hagyománya és emiatt szoros szálak fűzték Misenum kikötővárosához, mígnem ez utóbbit a szaracénok el nem pusztították. A rómaiak után a bizánciak birtoka lett, majd a longobárdok foglalták el. A normann fennhatóság idején Fratta felvette a Fratta di Major nevet, amelyből a későbbiekben kialakul nevének mai formája. Ekkor adminisztratív szempontból Nápoly fennhatósága alá tartozik, vallási ügyekben pedig Aversához. A mai város szerkezete az Aragóniai-ház uralkodása alatt alakul ki. A Bourbonok uralkodása idején a hagyományos kötélgyártás mellett a textilipar is felvirágzott. Önálló községgé a 19. század elején vált, amikor a Nápolyi Királyságban felszámolták a feudalizmust. Az utóbbi 30 évben gazdasága diverzifikálódott és Nápoly háttérországának egyik legjelentősebb települése lett.

## Népessége
A népesség számának alakulása:

## Főbb látnivalói
- San Sosio-templom – a 10. században épült
- Santa Maria delle Grazie e Purgatorio-templom – a 15. században épült
- San Giovanni Battista-templom – a 15. században épült
- SS. Annunziata e S. Antonio-templom – a 17. században épült
- Palazzo della Vicaria – 15. századi palota
- Palazzo Lupoli – 17. századi palota